# Gasteruption opacum
Gasteruption opacum – gatunek błonkówki z rodziny zadziorkowatych i podrodziny Gasteruptiinae.
Gatunek opisany w 1877 roku przez Henriego Tourniera jako Foenus opacus.

## Opis
Głowa patrząc od góry silnie zwężona za oczami i o skroniach nieco wypukłych. Czoło i ciemię matowe, drobno i gęsto punktowane. Żeberko potyliczne blaszkowate, a głowa przed nim płaska. Śródtarczka pomarszczenie punktowana w części środkowo-tylnej. Osłonki pokładełka samicy od 1,7 do 2,2 razy tak długie jak nasadowy człon tylnych stóp i od 1 do 1,2 razy tak długie jak ciało; na wierzchołku opatrzone białą lub żółtawobiałą przepaską. Paramery samców wąsko rozjaśnione u wierzchołka.

## Rozprzestrzenienie
W Europie wykazany został z Austrii, Belgii, Czech, Dodekanezu, Francji, Grecji, Hiszpanii, Korsyki, Krety, Niemiec, Norwegii, Polski, Sardynii, Słowacji, Sycylii, Szwajcarii, Węgier i Włoch. Ponadto znany z Turcji i Iranu.